# ソーレー帯
分光学において、ソーレー帯（ソーレーたい、英: Soret band）は、可視スペクトルの青色波長領域における強いピークである。名称は発見者のジャック＝ルイ・ソレに因む。この用語 は吸収スペクトルにおいて一般的に使用され、青色領域の400 nm辺りの極大吸収（電磁放射）の波長に対応する。

## 例
ソーレー帯は、π-π*遷移を起こす電気双極子移動によって主に起こり、ポルフィリン化合物において最もよく見られる。ポルフィリンを含む成分のほとんどの分析研究は紫外可視分光法を用いて行うことができ、励起波長はそれぞれのソーレー帯の波長が使われる。例えば、様々なシトクロムといった強く着色したヘム含有部分の吸収を説明するためにソーレー帯が使われる。例えばシトクロムP450は一酸化炭素で飽和された時の還元型で450 nmのソーレーピークを示す。これはCO差スペクトル試験と呼ばれる（P450溶液の吸収スペクトルが一酸化炭素飽和後のスペクトルから差し引かれる）。P450が変性していた場合、このピークは420 nmにシフトする。P450の一部が変性していた場合、420 nmと450 nmの両方のピークを見ることが可能である。